# Ordu (tỉnh)
Tỉnh Ordu (tiếng Thổ Nhĩ Kỳ: Ordu ili) là một tỉnh của Thổ Nhĩ Kỳ nằm bên bờ biển Đen. Các tỉnh lân cận là Samsun về phía tây bắc, Tokat về phía tây nam, Sivas về phía nam, và Giresun về phía đông. Biển số xe là 52. Tỉnh lỵ là thành phố Ordu.

## Huyện
Ordu được chia thành 19 huyện:
| - Akkuş - Aybastı - Çamaş - Çatalpınar - Çaybaşı - Fatsa - Gölköy - Gülyalı - Gürgentepe - İkizce | - Kabadüz - Kabataş - Korgan - Kumru - Mesudiye - Altınordu (huyện trung tâm, trước đây cũng tên là Ordu) - Perşembe - Ulubey - Ünye |